# 原始數
原始數（英語：Primeval number）是指一個自然數n，其十進制下的各位數能被用以組合出其他質數，且其質數的數量比其他較小數字所能產生的質數更多。而美國數學家邁克·基思是第一個提出原始數概念的人。
以13為例，所有的1位數最多都只能產生一個質數，10可以組合出0,1,10，都不是質數，11可以組合出,1,11，其中只有11是質數，12可以組合出1,2,12,21，其中只有2是質數，而13可以組合出1,3,13,31，其中可組合出3,13,31等3個質數，比用其他較小數字時所能產生的質數要多，因此13是原始數。
首幾個原始數是：
1, 2, 13, 37, 107, 113, 137, 1013, 1037, 1079, 1237, 1367, ... （OEIS數列A072857）
其可以產生的質數個數為：
0, 1, 3, 4, 5, 7, 11, 14, 19, 21, 26, 29, ... （OEIS數列A076497）
在n位數的原始數選擇一個，所能產生的最多質數的個數為：
1, 4, 11, 31, 106, ... （OEIS數列A076730）
依上述方式，在n位數的質數中可以產生的最小質數為：
2, 37, 137, 1379, 13679, ... （OEIS數列A134596）
原始數不一定要是質數，第一個是合數的原始數是1037 = 17×61，原始質數（Primeval prime）是指同時是原始數及質數的數：
2, 13, 37, 107, 113, 137, 1013, 1237, 1367, 10079, ... （OEIS數列A119535）
以下列出前6個原始數及其可以產生的質數：
| 原始數 | 產生質數                     | 質數個數 |
| ------ | ---------------------------- | -------- |
| 1      | 無                           | 0        |
| 2      | 2                            | 1        |
| 13     | 3, 13, 31                    | 3        |
| 37     | 3, 7, 37, 73                 | 4        |
| 107    | 7, 17, 71, 107, 701          | 5        |
| 113    | 3, 11, 13, 31, 113, 131, 311 | 7        |

## 外部連結
- Chris Caldwell, The Prime Glossary: Primeval number （页面存档备份，存于） at The Prime Pages
- Mike Keith, Integers Containing Many Embedded Primes